# 凱尤納 (明尼蘇達州)
凱尤納（英語：Cuyuna，/kaɪˈjuːnə/ kye-YOO-nə）是一個位於美國明尼蘇達州克羅溫縣的城市。

## 人口
根據2020年美國人口普查的數據，凱尤納的面積為8.75平方千米，當中陸地面積為8.38平方千米，而水域面積為0.37平方千米。當地共有人口296人，而人口密度為每平方千米34人。